# Nederland op de Paralympische Zomerspelen 1992
Nederland nam deel aan de Paralympische Zomerspelen 1992 in Barcelona.

## Medailleoverzicht
| Sport       | Olympiër | Discipline                | Medaille |
| ----------- | --- | ------------------------- | -------- |
| Atletiek    | Theo Duyvestijn | 1500 m TW2 (m)            | Goud     |
| Atletiek    | Willem Noorduin | Discuswerpen C5 (m)       | Goud     |
| Atletiek    | Willem Noorduin | Kogelstoten C5 (m)        | Goud     |
| Basketbal   | Wilhelmus Cappetijn Mustafa Charif Jebari Koen Jansens Servaas Kamerling Hubertus Klerks Sander Markus Marinus Martens Friedrich Wiegmann Antonius de Rooy Frans van Breugel Bob van den Broek Gertjan van der Linden | mannen                    | Goud     |
| CP-voetbal  | Carlo Dengerink Olaf Donners Percy Enser Peter Guntlisbergen Paul Heersink Dirk Hennink Barend Verbeek Arno de Jong Jaap de Vries                                                                                     | mannen                    | Goud     |
| Tafeltennis | Jolanda Paardekam | Individueel Klasse 3 (v)  | Goud     |
| Tennis      | Monique Van Den Bosch | Individueel (v)           | Goud     |
| Tennis      | Monique Van Den Bosch Chantal Vandierendonck | Dubbelspel (v)            | Goud     |
| Zwemmen     | Alwin de Groot | 100 m Rugslag S10 (m)     | Goud     |
| Zwemmen     | Jacqueline Nannenberg | 100 m Rugslag S9 (v)      | Goud     |
| Zwemmen     | Johannes Stokkel | 100 m Rugslag S7 (m)      | Goud     |
| Zwemmen     | Johannes Stokkel | 100 m Schoolslag SB7 (m)  | Goud     |
| Zwemmen     | Johannes Stokkel | 200 m Wisselslag SM7 (m)  | Goud     |
|             | |                           |          |
| Atletiek    | Carel Egbert La Lau | 10.000 m TW3-4 (v)        | Zilver   |
| Atletiek    | Jennette Jansen | 5000 m TW3-4 (v)          | Zilver   |
| Atletiek    | Jennette Jansen | Marathon TW3-4 (v)        | Zilver   |
| Atletiek    | Theo Duyvestijn | 400 m TW2 (v)             | Zilver   |
| Tennis      | Chantal Vandierendonck | Individueel (v)           | Zilver   |
| Volleybal   | Henk Aalders Gerard Broertjes Hans Deelen Christiaan Driessen Ron Durge Richard Gesell Alfred Oonk Johan Reekers Gerard Spreeuwenberg Pieter Top Andre Venderbosch Ulrich Zinngrebe                                   | Mannen                    | Zilver   |
| Wielersport | Jan Mulder Catharinus Beumer | wegwedstrijd open (m)     | Zilver   |
| Zwemmen     | Alwin de Groot | 100 m Vrije Slag S10 (m)  | Zilver   |
| Zwemmen     | Alwin de Groot | 200 m Wisselslag SM10 (m) | Zilver   |
| Zwemmen     | Cornelis Engel | 100 m Rugslag SB5 (m)     | Zilver   |
| Zwemmen     | Gerda Lampers | 50 m Vlinderslag S7 (v)   | Zilver   |
| Zwemmen     | Gerda Lampers | 100 m Schoolslag SB5 (v)  | Zilver   |
| Zwemmen     | Johannes Stokkel | 50 m Wisselslag SM7 (m)   | Zilver   |
| Zwemmen     | Laurentius van Geel | 50 m Vlinderslag S7 (m)   | Zilver   |
|             | |                           |          |
| Atletiek    | Jennette Jansen | 1500 m TW3-4 (v)          | Brons    |
| Atletiek    | Renate Kuin | Discuswerpen C5>8 (v)     | Brons    |
| Atletiek    | Renate Kuin | Kogelstoten C5>8 (v)      | Brons    |
| Basketbal   | Jolanda Barbier-Kok Asjoesja Ibrahimi Jozima Mosely Elisabeth Pelzer Yvonne Schafer Maaike Smit Ingeborg Tiggelman Hatige Yavuz Theodora de Haan Jaapje de Zeeuw Marja van Leeuwen-Lokker Guda van der Laan           | vrouwen                   | Brons    |
| Tafeltennis | Matheus Vossen | Individueel Klasse 7 (m)  | Brons    |
| Tafeltennis | Rein Zijda | Individueel Klasse 9 (m)  | Brons    |
| Zwemmen     | Alwin de Groot | 400 m Vrije Slag S10 (m)  | Brons    |
| Zwemmen     | Frouwkje Harkema | 50 m Schoolslag SB2 (v)   | Brons    |
| Zwemmen     | Jaenette Bouma | 50 m Vlinderslag S3-4 (v) | Brons    |
| Zwemmen     | Rutger Sturkenboom | 100 m Schoolslag S9 (m)   | Brons    |

## Deelnemers en resultaten
(m) = mannen, (v) = vrouwen (g) = gemengd 

### Atletiek
| Paralympiër          | Onderdeel             | Resultaat                | Prestatie      |
| -------------------- | --------------------- | ------------------------ | -------------- |
| Arie de Graaf        | 400 m TW4 (m)         | 3de in de Heats          | 54.87 s.       |
| Arie de Graaf        | 1500 m TW3-4 (m)      | dnf                      | Niet Gefinisht |
| Arie de Graaf        | Marathon TW3-4 (m)    | dnf                      | Niet Gefinisht |
| Carel Egbert La Lau  | 1500 m TW3-4 (m)      | 10de in de heats         | 3:39.71 s      |
| Carel Egbert La Lau  | 5000 m TW3-4 (m)      | 15de in de Halve finales | 12:14.49 s     |
| Carel Egbert La Lau  | 10.000 m TW3-4 (m)    | Zilver                   | 22:53.32 s     |
| Carel Egbert La Lau  | Marathon TW3-4 (m)    | 47                       | 1:46:32 s      |
| Chris Beekmans       | 5000 m B2 (m)         | 6                        | 16:13.93       |
| Chris Beekmans       | Marathon B2           | dnf                      | Niet Gefinisht |
| Iwan van Breemen     | 1500 m TW3-4 (m)      | 9de in de Halve finales  | 3:15.83 s      |
| Iwan van Breemen     | 5000 m TW3-4 (m)      | 11de in de Halve finales | 11:11.05 s     |
| Iwan van Breemen     | 10.000 m TW3-4 (m)    | 7de in de heats          | 24:33.69s      |
| Iwan van Breemen     | Marathon TW3-4 (m)    | dnf                      | Niet Gefinisht |
| Jan Kleinheerenbrink | 100 m TW4 (m)         | 5de in de Halve finales  | 15.53 s        |
| Jan Kleinheerenbrink | 200 m TW4 (m)         | 6de in de Halve finales  | 27.92 s        |
| Jan Kleinheerenbrink | 400 m TW4 (m)         | 2de in de Heats          | 54.47 s        |
| Jan Kleinheerenbrink | Marathon TW3-4 (m)    | dnf                      | Niet Gefinisht |
| Johannes Laan        | 800 m B3              | 6                        | 2:00.79 s      |
| Johannes Laan        | 1500 m B3             | 4                        | 4:10.34 s      |
| Manfred Kooy         | 100 m C8              | 7                        | 13.34 s        |
| Manfred Kooy         | 200 m C8              | 5de in de heats          | 26.74 s        |
| Manfred Kooy         | 400 m C8              | 6                        | 58.80 s        |
| Manfred Kooy         | 800 m C7-8            | dnf                      | Niet Gefinisht |
| Marcus Gelderblom    | Hoogspringen J1       | 9                        | 1.60 m         |
| Petrus van Dijk      | 5000 m TW3-4 (m)      | 11de in de heats         | 12:29.12 s     |
| Petrus van Dijk      | 10.000 m TW3-4 (m)    | 10de in de heats         | 25:59.42 s     |
| Petrus van Dijk      | Marathon TW3-4 (m)    | 48                       | 1:46:57 s      |
| Rinus de Moor        | Discuswerpen THS4 (m) | 4                        | 38.26 m        |
| Rinus de Moor        | Kogelstoten THS4 (m)  | 5                        | 10.84 m        |
| Ronald van Reeden    | 200 m TW3 (m)         | 4de in de heats          | 30.31 s        |
| Ronald van Reeden    | 400 m TW3 (m)         | 5de in de heats          | 57.38 s        |
| Ronald van Reeden    | 800 m TW3 (m)         | 5de in de Halve finales  | 1:49.85 s      |
| Ronald van Reeden    | Marathon TW3-4 (m)    | 53                       | 1:53:17 s      |
| Theo Duyvestijn      | 200 m TW2 (m)         | 6                        | 33.45 s        |
| Theo Duyvestijn      | 400 m TW2 (m)         | Zilver                   | 1:02.55 s      |
| Theo Duyvestijn      | 1500 m TW2 (m)        | Goud                     | 4:06.07 s      |
| Theo Duyvestijn      | Marathon TW2 (m)      | dnf                      | Niet Gefinisht |
| Willem Noorduin      | Discuswerpen C5 (m)   | Goud                     | 34.26 m        |
| Willem Noorduin      | Kogelstoten C5        | Goud                     | 11.99 m        |
|                      |                       |                          |                |
| Jennette Jansen      | 800 m TW4 (v)         | 4                        | 2:00.09 s      |
| Jennette Jansen      | 1500 m TW3-4 (v)      | Brons                    | 3:45.63 s      |
| Jennette Jansen      | 5000 m TW3-4 (v)      | Zilver                   | 12:42.98 s     |
| Jennette Jansen      | Marathon TW3-4 (v)    | Zilver                   | 1:46:01 s      |
| Renate Kuin          | Discuswerpen C5>8 (v) | Brons                    | 24.72 m        |
| Renate Kuin          | Kogelstoten C5>8 (v)  | Brons                    | 8.47 m         |

### Basketbal
| Paralympiër | Onderdeel | Resultaat | Prestatie |
| --- | --------- | --------- | --------- |
| Jolanda Barbier-Kok Asjoesja Ibrahimi Jozima Mosely Elisabeth Pelzer Yvonne Schafer Maaike Smit Ingeborg Tiggelman Hatige Yavuz Theodora de Haan Jaapje de Zeeuw Marja van Leeuwen-Lokker Guda van der Laan | vrouwen   | Brons     |           |

| Paralympiër | Onderdeel | Resultaat | Prestatie |
| --- | --------- | --------- | --------- |
| Wilhelmus Cappetijn Mustafa Charif Jebari Koen Jansens Servaas Kamerling Hubertus Klerks Sander Markus Marinus Martens Friedrich Wiegmann Antonius de Rooy Frans van Breugel Bob van den Broek Gertjan van der Linden | Mannen    | Goud      |           |

### CP-voetbal
| Olympiër | Onderdeel | Resultaat | Prestatie |
| --- | --------- | --------- | --------- |
| Carlo Dengerink Olaf Donners Percy Enser Peter Guntlisbergen Paul Heersink Dirk Hennink Barend Verbeek Arno de Jong Jaap de Vries | Mannen    | Goud      |           |

### Schietsport
| Paralympiër        | Onderdeel                    | Resultaat | Prestatie |
| ------------------ | ---------------------------- | --------- | --------- |
| Wilhelmus van Dijk | luchtpistool SH1 (m)         | 6         | 645.4 pt  |
| Barend Jan Munter  | luchtpistool SH2 (m)         | 13        | 536 pt    |
| Hendrik Holland    | luchtgeweer, staand SH2 (m)  | 8         | 666.2 pt  |
| Hendrik Holland    | Luchtgeweer, 3x40 SH2 (g)    | 18        | 1152 pt   |
| Hendrik Holland    | Engelse Wedstrijd SH1>3 (g)  | 21        | 542 pt    |
| Hendrik Holland    | Olympische Wedstrijd SH2 (g) | 17        | 592 pt    |
| Gerit Ter Haar     | Luchtgeweer, 3x49 SH4 (g)    | 19        | 1122 pt   |
| Gerit Ter Haar     | Olympische Wedstrijd SH4 (g) | 16        | 585 pt    |
| Eef Tammel         | Olympische Wedstrijd SH2 (g) | 18        | 591 pt    |

### Tafeltennis
| Paralympiër        | Onderdeel                | Resultaat            | Prestatie |
| ------------------ | ------------------------ | -------------------- | --------- |
| Cornelis Pellegrom | Open Klasse 1-5 (m)      | 8ste finales         |           |
| Cornelis Pellegrom | Individueel Klasse 3     | 3de in de groepsfase |           |
| Harold Kersten     | Open Klasse 6-10 (m)     | 64ste finales        |           |
| Harold Kersten     | Individueel Klasse 6 (m) | 3de in de groepsfase |           |
| Henri Londo        | Open Klasse 6-10 (m)     | 16de finales         |           |
| Henri Londo        | Individueel Klasse 9 (m) | kwartfinales         |           |
| Jeroen Kuipers     | Open Klasse 1-5 (m)      | 64ste finales        |           |
| Jeroen Kuipers     | Individueel Klasse 3 (m) | 4de in de groepsfase |           |
| Matheus Vossen     | Open Klasse 6-10 (m)     | 32ste finales        |           |
| Matheus Vossen     | Individueel Klasse 7 (m) | Brons                |           |
| Pieter Romers      | Open Klasse 1-5 (m)      | 32ste finales        |           |
| Pieter Romers      | Individueel Klasse 3 (m) | 4de in de groepsfase |           |
| R. van der Kooij   | Open Klasse 1-5 (m)      | 64ste finales        |           |
| R. van der Kooij   | Individueel Klasse 5 (m) | 3de in de groepsfase |           |
| Rein Zijda         | Open Klasse 6-10 (m)     | kwartfinales         |           |
| Rein Zijda         | Individueel Klasse 9 (m) | Brons                |           |
|                    |                          |                      |           |
| Diane Hendriks     | Open Klasse 6-10 (v)     | 16de finales         |           |
| Diane Hendriks     | Individueel Klasse 9 (v) | 3de in de groepsfase |           |
| I. Hoek-Heppenhuis | Open Klasse 6-10 (v)     | 8ste finales         |           |
| I. Hoek-Heppenhuis | Individueel Klasse 9 (v) | 3de in de groepsfase |           |
| Jolanda Paardekam  | Open Klasse 1-5 (v)      | 16de finales         |           |
| Jolanda Paardekam  | Individueel Klasse 3 (v) | Goud                 |           |
| Maria van Brouwer  | Open Klasse 1-5 (v)      | 32ste finales        |           |
| Maria van Brouwer  | Individueel Klasse 5 (v) | kwartfinales         |           |
| Patricia Meeus     | Open Klasse 6-10 (v)     | 8ste finales         |           |

### Tennis
| Paralympiër                                  | Onderdeel      | Resultaat  | Prestatie |
| -------------------------------------------- | -------------- | ---------- | --------- |
| Monique Van Den Bosch                        | Enkelspel (v)  | Goud       |           |
| Chantal Vandierendonck                       | Enkelspel (v)  | Zilver     |           |
| Ellen de Lange                               | Enkelspel (v)  | 1ste ronde |           |
| Monique Van Den Bosch Chantal Vandierendonck | Dubbelspel (v) | Goud       |           |

### Volleybal
| Olympiër | Onderdeel | Resultaat | Prestatie |
| --- | --------- | --------- | --------- |
| Henk Aalders Gerard Broertjes Hans Deelen Christiaan Driessen Ron Durge Richard Gesell Alfred Oonk Johan Reekers Gerard Spreeuwenberg Pieter Top Andre Venderbosch Ulrich Zinngrebe | Mannen    | Zilver    |           |

### Wielersport
| Paralympiër                                                              | Onderdeel                | Resultaat | Prestatie    |
| Weg                                                                      | Weg                      | Weg       | Weg          |
| ------------------------------------------------------------------------ | ------------------------ | --------- | ------------ |
| Jan Mulder Catharinus Beumer piloot                                      | Wegwedstrijd Open (m)    | Zilver    | 2:42:15 s    |
| Alfred Stelleman Ad Verhoeven piloot                                     | Wegwedstrijd Open (m)    | 11        | 2:51:07 s    |
| Jan Mulder Catharinus Beumer piloot Alfred Stelleman Ad Verhoeven piloot | Ploegen tijdrit Open (m) | Goud      | 1:01:37.33 s |

### Zwemmen
| Paralympiër                                                         | Onderdeel                      | Resultaat       | Prestatie |
| ------------------------------------------------------------------- | ------------------------------ | --------------- | --------- |
| Alwin de Groot                                                      | 100 m Rugslag S10 (m)          | Goud            | 1:05.19 s |
| Alwin de Groot                                                      | 100 m Vrije Slag S10 (m)       | Zilver          | 59.33 s   |
| Alwin de Groot                                                      | 100 m Vlinderslag S10 (m)      | 4               | 1:06.93 s |
| Alwin de Groot                                                      | 200 m Wisselslag SM10 (m)      | Zilver          | 2:27.33 s |
| Alwin de Groot                                                      | 400 m Vrije Slag S10 (m)       | Brons           | 4:35.52 s |
| André van Buiten                                                    | 100 m Schoolslag S9 (m)        | 4               | 1:23.51 s |
| André van Buiten                                                    | 100 m Vlinderslag S9 (m)       | 8               | 1:11.94 s |
| Cornelis Engel                                                      | 100 m Rugslag SB5 (m)          | Zilver          | 1:37.94 s |
| Eddy Wagt                                                           | 50 m Rugslag S4 (m)            | 6               | 59.23 s   |
| Eddy Wagt                                                           | 50 m Vrije Slag S4 (m)         | 4de in de heats | 1:01.83 s |
| Eddy Wagt                                                           | 100 m Vrije Slag S4 (m)        | 8               | 2:09.26 s |
| Gijsbertus Verwij                                                   | 50 m Vlinderslag S6 (m)        | 5               | 42.25 s   |
| Gijsbertus Verwij                                                   | 100 m Vrije Slag S6 (m)        | 8               | 1:25.42 s |
| Gijsbertus Verwij                                                   | 200 m Vrije Slag S6 (m)        | 4               | 3:01.09 s |
| Johannes Stokkel                                                    | 50 m Wisselslag SM7 (m)        | Zilver          | 33.78 s   |
| Johannes Stokkel                                                    | 100 m Rugslag S7 (m)           | Goud            | 1:17.19 s |
| Johannes Stokkel                                                    | 100 m Schoolslag SB7 (m)       | Goud            | 1:26.45 s |
| Johannes Stokkel                                                    | 100 m Vrije Slag S7 (m)        | 6               | 1:12.29 s |
| Johannes Stokkel                                                    | 200 m Wisselslag SM7 (m)       | Goud            | 2:45.82 s |
| Laurentius van Geel                                                 | 50 m Vlinderslag S7 (m)        | 6de in de heats | 44.56 s   |
| Laurentius van Geel                                                 | 100 m Rugslag S7 (m)           | 4de in de heats | 1:27.48 s |
| Laurentius van Geel                                                 | 50 m Schoolslag SB7 (m)        | Zilver          | 1:31.92 s |
| Laurentius van Geel                                                 | 100 m Vrije Slag S7 (m)        | 4de in de heats | 1:16.79 s |
| Rutger Sturkenboom                                                  | 100 m Rugslag S9 (m)           | 4de in de heats | 1:15.00 s |
| Rutger Sturkenboom                                                  | 100 m Schoolslag S9 (m)        | Brons           | 1:22.70 s |
| Rutger Sturkenboom                                                  | 100 m Vrije Slag S9 (m)        | 3de in de heats | 1:04.05 s |
| Rutger Sturkenboom                                                  | 100 m Vlinderslag S9 (m)       | 4de in de heats | 1:13.59 s |
|                                                                     |                                |                 |           |
| Frouwkje Harkema                                                    | 50 m Rugslag S3-4 (v)          | 5de in de heats | 1:29.24 s |
| Frouwkje Harkema                                                    | 50 m Schoolslag SB2 (v)        | Brons           | 1:24.89 s |
| Frouwkje Harkema                                                    | 50 m Vrije Slag S3-4 (v)       | 6de in de heats | 1:24.64 s |
| Gerda Lampers                                                       | 50 m Vlinderslag S7 (v)        | Zilver          | 48.12 s   |
| Gerda Lampers                                                       | 100 m Rugslag S7 (v)           | 6de in de heats | 1:47.94 s |
| Gerda Lampers                                                       | 100 m Schoolslag SB5 (v)       | Zilver          | 1:59.88 s |
| Gerda Lampers                                                       | 100 m Vrije Slag S7 (v)        | 4               | 1:25.59 s |
| Jacqueline Nannenberg                                               | 100 m Rugslag S9 (v)           | Goud            | 1:16.61 s |
| Jacqueline Nannenberg                                               | 100 m Schoolslag SB8 (v)       | 3de in de heats | 1:50.01 s |
| Jacqueline Nannenberg                                               | 100 m Vrije Slag S9 (v)        | 4de in de heats | 1:17.30 s |
| Jacqueline Nannenberg                                               | 100 m Vlinderslag S9 (v)       | 3de in de heats | 1:29.04 s |
| Jaenette Bouma                                                      | 50 m Schoolslag SB2 (v)        | 6               | 1:37.20 s |
| Jaenette Bouma                                                      | 50 m Vlinderslag S3-4 (v)      | Brons           | 1:22.87 s |
| Jaenette Bouma                                                      | 50 m Vrije Slag S3-4 (v)       | 6               | 1:08.86 s |
| Jaenette Bouma                                                      | 100 m Vrije Slag S3-4 (v)      | 6               | 2:24.82 s |
|                                                                     |                                |                 |           |
| Rutger Sturkenboom André van Buiten Johannes Stokkel Alwin de Groot | 4 x 100 m wisselslag S7-10 (m) | Zilver          | 4:46.63 s |

Algerije · 
Argentinië · 
Australië · 
Bahrain · 
België · 
Brazilië · 
Bulgarije · 
Burkina Faso · 
Burma · 
Canada · 
Chili · 
China · 
Chinees Taipei · 
Colombia · 
Costa Rica · 
Cuba · 
Cyprus · 
Denemarken · 
Dominicaanse Republiek · 
Duitsland · 
Ecuador · 
Egypte · 
Estland · 
Faeröer · 
Finland · 
Frankrijk · 
Gezamenlijk team · 
Griekenland · 
Groot-Brittannië · 
Hong Kong · 
Hongarije · 
IJsland · 
Ierland · 
India · 
Irak · 
Iran · 
Israel · 
Italië · 
Jamaica · 
Japan · 
Jemen · 
Kenia · 
Koeweit · 
Korea · 
Kroatië · 
Letland · 
Liechtenstein · 
Litouwen · 
Luxemburg · 
Macau · 
Maleisië · 
Marokko · 
Mexico · 
Namibië · 
Nederland · 
Nieuw-Zeeland · 
Nigeria · 
Noorwegen · 
Oman · 
Onafhankelijke paralympische deelnemers · 
Oostenrijk · 
Pakistan · 
Panama · 
Polen · 
Portugal · 
Puerto Rico · 
Seychellen · 
Singapore · 
Slovenië · 
Spanje · 
Syrië · 
Tanzania · 
Thailand · 
Tsjecho-Slowakije · 
Tunesië · 
Turkije · 
Uruguay · 
Venezuela · 
Verenigde Arabische Emiraten · 
Verenigde Staten · 
Zuid-Afrika · 
Zweden · 
Zwitserland